# Blanka II z Nawarry
Blanka II, fr. Blanche II de Navarre, hiszp. Blanca II de Navarra (ur. 9 czerwca 1424 w Olite, zm. 2 grudnia 1464 w Orthez) – królowa Nawarry, księżna Asturii – żona następcy tronu Kastylii i Leónu.
Córka Jana II Aragońskiego i Blanki I z Nawarry. Od 1440 roku żona Henryka IV, przyszłego króla Kastylii i Leónu. Małżonek jednak "nie zdołał sprostać decydującej próbie nocy poślubnej". Związek pozostał nieskonsumowany, a król zyskał wkrótce przydomek Bezsilnego (hiszp. - Enrique IV el Impotente). W końcu rozwiązano to białe małżeństwo w roku 1453.
Na mocy sporządzonego przez swoją matkę testamentu w 1461 Blanka odziedziczyła tron Nawarry po zmarłym bracie, Karolu, lecz - podobnie jak on - nigdy nie sprawowała władzy, którą zachował Jan II, ich ojciec. Więziona, w dn. 30 kwietnia 1462 roku, przeniosła prawa sukcesyjne do Nawarry na swojego byłego męża Henryka IV, króla Kastylii i Leónu, co staje się przyczyną napięć i roszczeń terytorialnych. 2 grudnia 1464 roku zmarła (podejrzewano otrucie), a zwierzchnictwo nad Nawarrą uzyskała jej młodsza siostra, Eleonora I.